# Udvarlás
Az udvarlás az állatok országába tartozó egyes élőlények azon viselkedése, melynek elsődleges célja egy másik egyed "meghódítása", hogy ezután szaporodhassanak.
Több állatfajnál is megfigyelhető az ízeltlábúaktól kezdve az emberig.

## Az állatok udvarlása
Az állatoknál párzás idején cifra kültakaró figyelhető meg (pl. páva); ez szintén az udvarlás miatt van jelen.

## Az ember udvarlása
Az embereknél, az intelligencia, az emiatt kialakult civilizáció és a társadalom miatt az udvarlásnak igen nagy szerepe van, mely szerep igen nagy mértékben átalakult az állatvilágban tapasztalthoz képest.
Az embereknél elsősorban a fiúk/férfiak udvarolnak a lányoknak/nőknek; ez a szerep az állatvilágban megfordulhatott, azaz nem mindig volt így.
Az udvarlás formája, megítélése korról korra változik. Igen jó példa erre az, hogy a korábbiakhoz képest ma már erősen háttérbe szorult a szerepe.

### Hagyománya
Az ókortól kezdve nem volt ritka az udvarlás részeként szerelmes verset írni a kiszemeltnek udvarlásként. A középkorban a trubadúrköltészet által terjedt el a szerenád. Az ablakon keresztül vallomás a szerelemre igen jól láthatóan jelenik meg William Shakespeare Rómeó és Júlia című drámájában is.